# Tweede Kamerverkiezingen 1894

Overzicht naar district

De Tweede Kamerverkiezingen 1894 waren algemene Nederlandse verkiezingen voor de Tweede Kamer der Staten-Generaal. Zij vonden plaats op 10 april 1894.
Nederland was verdeeld in 84 kiesdistricten, waarin 100 leden van de Tweede Kamer gekozen werden. Een kiezer bracht evenveel stemmen uit als er afgevaardigden in zijn kiesdistrict gekozen werden. Om gekozen te worden moest een kandidaat minimaal de districtskiesdrempel behalen.
De verkiezingen werden gehouden voor alle 100 zetels als gevolg van de vervroegde ontbinding van de Tweede Kamer. De Kamer was in conflict gekomen met het kabinet-Van Tienhoven na het aannemen van een het kabinet onwelgevallig amendement op een voorgestelde wijziging van het kiesrecht. Minister-president Van Tienhoven trad daarop op 21 maart 1894 af; op voorstel van het kabinet werd de Tweede Kamer, die gekozen was bij de verkiezingen van 1891, ontbonden.
In 27 kiesdistricten was een tweede verkiezingsronde benodigd tussen de twee hoogstgeplaatste (niet-direct gekozen) kandidaten uit de eerste ronde vanwege het niet-behalen van de absolute meerderheid. Deze tweede ronde vond plaats op 24 april 1894.

## Uitslag

### Opkomst
|                  | 1891    | 1891      | 1894    | 1894  |
| # stemmen        | %       | # stemmen | %       |       |
| ---------------- | ------- | --------- | ------- | ----- |
| Kiesgerechtigden | 299.519 |           | 299.391 |       |
| Niet opgekomen   | 84.972  | 28,37     | 128.124 | 42,79 |
| Opkomst          | 214.547 | 71,63     | 171.267 | 57,21 |

### Verkiezingsuitslag
| partij/politieke groep         | 1891   | 1894   | +/− |
| partij/politieke groep         | zetels | zetels | +/− |
| ------------------------------ | ------ | ------ | --- |
|                                |        |        |     |
| Liberale Unie                  | 53/52  |        |     |
| vooruitstrevende liberalen     | 1/0    | 32     |     |
| vrije liberalen                | −      | 19     |     |
| liberalen                      | −      | 4      |     |
| conservatief-liberalen         | −      | 2      |     |
| subtotaal                      | 54/52  | 57     | +5  |
|                                |        |        |     |
| bahlmannianen                  | 20     | 20     | 0   |
|                                |        |        |     |
| Anti-Revolutionaire Partij     | 20     | 7      |     |
| Vrij-Antirevolutionaire Partij | -      | 7      |     |
| onafhankelijk a.r.             | -      | 1      |     |
| subtotaal                      | 20     | 15     | −5  |
|                                |        |        |     |
| schaepmannianen                | 5/6    | 5      | −1  |
| Radicale Bond                  | −/1    | 2      | +1  |
| radicaal-liberalen             | 1      | 1      | 0   |
| totaal                         | 100    | 100    | 0   |

### Gekozen leden
Bij deze verkiezingen werden 76 leden herkozen, waarvan twee hun benoeming niet aanvaardden vanwege hun toetreding tot het na de verkiezingen gevormde kabinet-Röell. Zes leden hadden aangegeven niet herkiesbaar te zijn, terwijl achttien aftredende leden verslagen werden.
Onderstaand volgen enkele bijzonderheden:
- in het kiesdistrict Alkmaar werd in eerste instantie Willem van der Kaay (LU) herkozen. Hij besloot zijn kandidatuur niet te aanvaarden vanwege zijn benoeming als bewindspersoon in het kabinet-Röell. Om in deze vacature te voorzien werd in Alkmaar een naverkiezing gehouden waarbij Adrianus de Lange (liberalen) gekozen werd;

- in het kiesdistrict Amersfoort werd Francis Schimmelpenninck (VAR) gekozen in de vacature ontstaan door het aftreden van Jan Schimmelpenninck van der Oye (ARP) die had aangegeven niet herkiesbaar te zijn;

- in het kiesdistrict Amsterdam versloegen Johannes Tak van Poortvliet (60,4%, vooruitstrevende liberalen) en  Menso Pijnappel (52,4%, conservatief-liberalen) de aftredende leden Willem Vrolik (51,0%, LU) en Isaäc Levy (LU);

- in het kiesdistrict Assen werd Jan Willinge (vooruitstrevende liberalen) gekozen in de vacature ontstaan door het aftreden van Warmold van der Feltz (LU) die had aangegeven niet herkiesbaar te zijn;

- in het kiesdistrict Bodegraven werd Aart Knijff (vooruitstrevende liberalen) gekozen in de vacature ontstaan door het aftreden van Simon van Velzen (ARP) die had aangegeven niet herkiesbaar te zijn;

- in het kiesdistrict Delft versloeg in eerste instantie Willem de Beaufort (1845-1918) het aftredende lid Henri van de Velde. De Beaufort was echter tevens gekozen in het kiesdistrict Amsterdam[10] waaraan hij de voorkeur gaf. Om in de ontstane vacature te voorzien werd in Delft een naverkiezing gehouden waarbij Van de Velde (9,9%, ARP) wederom verslagen werd, nu door Gerard Beelaerts van Blokland (56,7%, VAR)[11];

- in het kiesdistrict Doetinchem versloeg Herman Hesselink van Suchtelen (65,6%, vooruitstrevende liberalen) het aftredende lid Jean Bevers (33,6%, schaepmannianen);

- in het kiesdistrict Dokkum versloeg Eelco Schaafsma (42,4%, vooruitstrevende liberalen) het aftredende lid Ulrich Huber (15,7%, ARP);

- in het kiesdistrict Ede versloeg Antoon van Borssele (60,8%, vrije liberalen) het aftredende lid Constant van Löben Sels (39,2%, ARP);

- in het kiesdistrict Elst versloeg Willem van Basten Batenburg (49,6%, bahlmannianen) het aftredende lid Godert van Dedem (19,2%, ARP);

- in het kiesdistrict Enschede werd Antonius Vos de Wael (schaepmannianen) gekozen in de vacature ontstaan door het aftreden van Willem Geertsema (LU) die had aangegeven niet herkiesbaar te zijn;

- in het kiesdistrict Gouda versloeg Carel van Bylandt (50,5%, vrije liberalen) het aftredende lid Theodore Valette (49,5%, LU);

- in het kiesdistrict Groningen versloeg Hendrik Drucker (55,4%, vooruitstrevende liberalen) het aftredende lid Samuel van Houten (33,3%, LU);

- in het kiesdistrict Haarlemmermeer versloeg Gerrit 't Hooft (50,2%, ARP) het aftredende lid Frederic Reekers (49,8%, schaepmannianen);

- in het kiesdistrict Harlingen versloeg Abraham Bouman (54,0%, vooruitstrevende liberalen) het aftredende lid Theo Heemskerk (45,8%, ARP);

- in het kiesdistrict Hontenisse versloeg Jan an Deinse (53,0%, vooruitstrevende liberalen) het aftredende lid Felix Walter (47,0%, bahlmannianen);

- in het kiesdistrict Lochem versloeg Cornelis Lely (42,3%, vooruitstrevende liberalen) het aftredende lid Egbert Kielstra (27,1%, LU);

- in het kiesdistrict Rotterdam werd Jan van Gennep (vrije liberalen) gekozen in de vacature ontstaan door het aftreden van Abraham van Karnebeek (LU)[12];

- in het kiesdistrict Schiedam versloeg Otto van Limburg Stirum (44,9%, VAR) het aftredende lid Allard van der Borch van Verwolde (15,7%, ARP);

- in het kiesdistrict Sliedrecht werd Abraham Kuyper (ARP) gekozen in de vacature ontstaan door het aftreden van Barthold de Geer van Jutphaas (ARP) die had aangegeven niet herkiesbaar te zijn;

- in het kiesdistrict Sneek versloeg in eerste instantie Hendrik Goeman Borgesius (29,4%, vooruitstrevende liberalen) het aftredende lid Willem Brantsen van de Zijp (27,6%, ARP). Goeman Borgesius was echter tevens gekozen in het kiesdistrict Zutphen[10] waaraan hij de voorkeur gaf. Om in de ontstane vacature te voorzien werd in Sneek een naverkiezing gehouden[13] waarbij Theo Heemskerk (ARP)[14] gekozen werd;

- in het kiesdistrict Steenwijk versloeg Jan Meesters (57,3%, vooruitstrevende liberalen) het aftredende lid Gerard Beelaerts van Blokland (42,6%, ARP);

- in het kiesdistrict Utrecht werd in eerste instantie Joan Röell (LU) herkozen, terwijl Willem de Beaufort (1845-1918) (LU) het aftredende lid Hendrik van Beuningen versloeg. De Beaufort was echter tevens gekozen in het kiesdistrict Amsterdam[10] waaraan hij de voorkeur gaf. Om in de ontstane vacature te voorzien werd in Utrecht op 15 mei 1894 een naverkiezing gehouden waarbij Van Beuningen (15,8%, LU) wederom verslagen werd, nu door Jacob Bastert (56,7%, conservatief-liberalen). Röell besloot zijn kandidatuur niet te aanvaarden vanwege zijn benoeming als bewindspersoon in het kabinet-Röell. Om in deze vacature te voorzien werd in Utrecht op 5 juni 1894 wederom een naverkiezing gehouden waarbij Abraham van Karnebeek (vrije liberalen) gekozen werd;

- in het kiesdistrict Weert werd Jan Truijen (bahlmannianen) gekozen in de vacature ontstaan door het aftreden van Jean Clercx (bahlmannianen) die had aangegeven niet herkiesbaar te zijn;

- in het kiesdistrict Zaandam versloeg Klaas de Boer (57,9%, RB) het aftredende lid Willem de Meijier (41,7%, LU);

De zittingsperiode van de Tweede Kamer ging in op 16 mei 1894 en eindigde op 20 september 1897. De zittingstermijn van Tweede Kamerleden bedroeg vier jaar.

## Formatie
De tegenstanders van een sterke uitbreiding van het kiesrecht behaalden 57 zetels, de voorstanders hiervan 43 zetels. Op 9 mei 1894 trad het kabinet-Röell aan, bestaande uit leden van diverse conservatieve liberale groeperingen, aangevuld met een partijloze katholiek.